# Janneke Nijboer
Janneke Nijboer (Winterswijk, 1967) is een Nederlands predikante.

## Levensloop

### Opleiding
Nijboer groeide op in een gereformeerd-synodaal gezin. Ze bezocht opeenvolgend de mavo, havo en pabo. Hierna studeerde zij theologie aan de Protestantse Theologische Universiteit Kampen. in 2014 volgde ze nog een opleiding Post HBO aan de Christelijke Hogeschool in Ede.

### Loopbaan
Nijboer kreeg in 1995 haar aanstelling tot predikant van de gereformeerde kerk van Raamsdonksveer. Ze was hier de eerste vrouwelijke dominee. In 2000 volgde haar benoeming in Spijkenisse en vanaf 2005 in Lucaskerk in Breda. In datzelfde jaar richtte ze met dominee Ton van Prooijen het project Noorderlicht Breda op. Ze gaven hierbij maandelijks een viering in de Lutherse kerk. Ze is daarnaast bestuurdlid geweest van Stichting Kerkmuziek Netwerk. In 2018 werkte ze voor twee maanden als vacante-predikant in de protestantse kerk in Warmond. Sinds 2021 is ze vaste predikant aan de Protestantse gemeente Het Trefpunt in Bennebroek.

## Extene link
- Persoonlijke website

- Gemeinsame Normdatei: 1095681478
- International Standard Name Identifier: 0000 0004 4325 7287
- Library of Congress Control Number: no2023035783
- Nederlandse Thesaurus van Auteursnamen: 370333497
- Virtual International Authority File: 309880185
- WorldCat: E39PCjvYr4TjpH4Y7PrPfXVtJC